# Шумейкін Володимир Миколайович
Володи́мир Микола́йович Шуме́йкін (англ. Vladimir Shumeikin; нар. 4 червня 1924, Керч) — український артист балету, балетмейстер. Заслужений діяч мистецтв Татарстану (1976). З 1992 року живе в США.

## Життєпис
1941 — закінчив Київський хореографічний технікум.
1945—1965 — артист Львівського академічного театру опери та балету.
1965—1966 — артист Одеського академічного театру опери та балету.
Виконавець переважно демікласичних і характерних партій.
1967—1977 — головний балетмейстер (з перервами) Татарського театру опери та балету імені Муси Джаліля.
1978—1982 — головний балетмейстер Народного театру балету в Донецьку.
1982—1993 — головний балетмейстер Донецького академічного театру опери та балету.
З 1992 — живе у Філадельфії (США), педагог хореографічних студій. При українському центрі у Філадельфії він разом з однодумцями створив «The International Ballet Theatre of Performing Arts» і балетну школу.
2009 року йому вручено пам'ятну адресу від уряду штату Пенсільванія.

## Партії
- Чугайстер («Тіні забутих предків» В. Кирейка) — перший виконавець
- Господар чайного будиночку («Сойчине крило» А. Кос-Анатольського) — перший виконавець
- Молдаванин («Хустка Довбуша»  А. Кос-Анатольського) — перший виконавець
- Шурале, Мензер, Паоло, Вацлав, Нуралі

## Постановки в Донецьку
- 1982 — «Тисяча й одна ніч» Фікрета Амірова
- 1985 — «Снігова королева» Жанни Колодуб
- 1986 — «Спартак» Арама Хачатуряна
- 1987 — «Дон Кіхот» Людвіга Мінкуса
- 1989 — «Лускунчик» Петра Чайковського